# Dragoni
Dragoni é uma comuna italiana da região da Campania, província de Caserta, com cerca de 2.108 habitantes. Estende-se por uma área de 25 km², tendo uma densidade populacional de 84 hab/km². Faz fronteira com Alife, Alvignano, Baia e Latina, Liberi, Roccaromana.

## Demografia
| Variação demográfica do município entre 1861 e 2011                               |
|                                                                                   |
| Fonte: Istituto Nazionale di Statistica (ISTAT) - Elaboração gráfica da Wikipedia |